# Віная
Віна́я (палі, санскр. विनय, «дисципліна, правила») — сукупність правил і способів організації життя та духовної практики буддійських монахів у громаді (санґсі). Основою вінаї є система правил пратімокші (палі — патімоккга).
В процесі розвитку буддизму та появи різних напрямів, було сформовано кілька різних «вінай». В традиції Тхеравади віная містить 227 правил для монахів-чоловіків та 311 правил для монахинь. В більшості шкіл Китаю, Японії та Кореї загальноприйнятою є віная школи дгармаґуптака, яка містить 250 та 348 правил відповідно монахам та монахиням. І нарешті в Тибеті та Монголії найбільш поширеною є Мӯласарвāстівāда-віная (253 правил для монахів-чоловіків та 364 для монахинь). Правила життя монахів у громаді могли змінюватися і ускладнюватися відповідно до регіональних та культурних обставин, оскільки буддизм у своєму поширенні вийшов далеко за межі Індії.
Будда неодноразово підкреслював, що Віная є однією із найважливіших складових практики, дотримання правил якої сприяють досягненню його послідовниками нірвани.